# Felix Basch
Pour les articles homonymes, voir Basch.
Felix Basch (né le 16 septembre 1885 à Vienne, Autriche-Hongrie; mort le 17 mai 1944 à Los Angeles, États-Unis) est un acteur, scénariste et réalisateur d'origine autrichienne.

## Biographie
Felix Basch commença sa carrière au Burgtheater. En 1913, il partit pour Berlin où il écrivit ses premiers scénarios avant de réaliser ses propres œuvres deux années plus tard.
Après l'arrivée des Nazis au pouvoir en 1933, Felix Basch, qui était juif, fut contraint de s'exiler aux États-Unis.
Il était l'époux de Grete Freund (de) et le père de Peter Basch.

## Filmographie partielle
Réalisateur
- 1921 : Die Geliebte Roswolskys
- 1922 : Fräulein Julie
- 1927 : Maquillage
- 1927: Eins plus eins gleich drei
- 1929 : Mascottchen
- 1930 : Zwei Krawatten co-réalisé avec Richard Weichert

Acteur
- 1915 : Lache, Bajazzo!
- 1915 : Arme Marie (film perdu)
- 1915 : Der Tunnel de William Wauer
- 1942 : Pacific Rendezvous de George Sidney - de Segroff
- 1942 : Sabotage à Berlin de Raoul Walsh - Le docteur Herman Brahms
- 1943 : Le Faucon en péril (The Falcon in Danger) de William Clemens[1] - Morley
- 1943 : Mission à Moscou de Michael Curtiz - Dr. Hjalmar Schacht, le banquier